# Mycetophila triappendiculata
Mycetophila triappendiculata är en tvåvingeart som beskrevs av Duret 1985. Mycetophila triappendiculata ingår i släktet Mycetophila och familjen svampmyggor. Inga underarter finns listade i Catalogue of Life.